# VIA EPIA
VIA EPIA (VIA Embedded Platform Innovative Architecture) è una serie di motherboard mini-ITX, nano-ITX ed Mobile-ITX con microprocessori VIA. Caratterizzati dal piccolo formato e i bassi consumi energetici, sono indirizzati al mercato dei computer embedded.
Le schede madri VIA EPIA sono disponibili in diversi formati: 
- Nano-ITX, basata sui processori VIA CoreFusion
- Mini-ITX con processori VIA.
- Pico-ITX presentata nel 2007, supporta i processori VIA C7 ed Eden in formato NanoBGA2. Le dimensioni della scheda sono di 10x7,2 cm
- Mobile-ITX annunciata nel 2007, supporta processori VIA C7-S e ha dimensioni di 7,5x4,5 cm, quindi inferiori ad una carta di credito.

Originariamente utilizzate al mercato delle applicazioni aziendali, hanno trovato utilizzo in diversi altri ambiti come il settore automobilistico, Firewall, Multimedia center e piccoli file server.